# Bitwa pod Borową Górą
Bitwa pod Borową Górą – jedna z największych bitew w czasie kampanii wrześniowej 1939.
Góry Borowskie to trzy niewielkie wzniesienia na terenie gminy Wola Krzysztoporska (278,5 m n.p.m.) znajdujące się na południowy zachód od Piotrkowa Trybunalskiego i na południowy wschód od Bełchatowa (województwo łódzkie). Od 2 września pozycje obronne w Górach Borowskich stały się ważnym punktem strategicznym – hamującym ruch niemieckiego XVI Korpusu Pancernego na Piotrków Trybunalski-Bełchatów.
Pozycje te obsadzone zostały przez oddziały 2 pułku piechoty Legionów płk. Ludwika Czyżewskiego z 2 Dywizji Piechoty Legionów (2 DPLeg) i 146 pułku piechoty ppłk. Artura Pollaka z 44 Dywizji Piechoty rez.
Oddziały 2 pułku piechoty Legionów wchodziły w skład Grupy Operacyjnej „Piotrków” gen. Wiktora Thommée Armii „Łódź”.

## Zadania i rozmieszczenie pododdziałów
Gen. Thommée wyznaczył płk. Ludwikowi Czyżewskiemu trudne do realizacji i odpowiedzialne zadanie. Posiadając stosunkowo skromne siły miał on bronić odcinka o długości około 25 km. Przebiegał on od styku z 30 DP w rejonie Księży Młyn poprzez Modrzew – Cyganów – Góry Borowskie – Ludwików – Jeżów do Rozprzy.
Pozycje zgrupowania płk. Czyżewskiego miały być utrzymane do wieczora 4 września, kiedy to powinno ruszyć przeciwuderzenie polskie z rejonu lasów sulejowskich.
Jako że siły zgrupowania płk. Czyżewskiego były daleko niewystarczające do wykonania powierzonego zadania, postanowił on wydzielić 3 zasadnicze punkty obrony. Przestrzeń pomiędzy nimi miała być natomiast patrolowana. Kluczowy punkt obrony miał stanowić odcinek w Górach Borowskich.
Nocą z 2 na 3 września oddziały 2 pp rozpoczęły zajmowanie wyznaczonych pozycji. Rejon Księży Młyn – Modrzew – Morgi Zawadowskie został obsadzony przez I batalion 2 pp Leg. mjr. Kopeckiego wzmocniony 7 baterią 2 pal, plutonem ppanc. i 1 kompanią ckm z 7 batalionu ckm.
Zamknięty został w ten sposób kierunek z Łękawy na Bełchatów.
Księży Młyn obsadziła 1 kompania por. Brunona Słupińskiego, 2 kompania por. Artura Radziwiłła zajęła pozycje w miejscowości Modrzew. Na południe od miejscowości Bugaj stanęła 3 kompania por. Józefa Wójcika jako odwód. Na przedpolu batalionu rozpoznanie prowadziła Wołyńska BK.

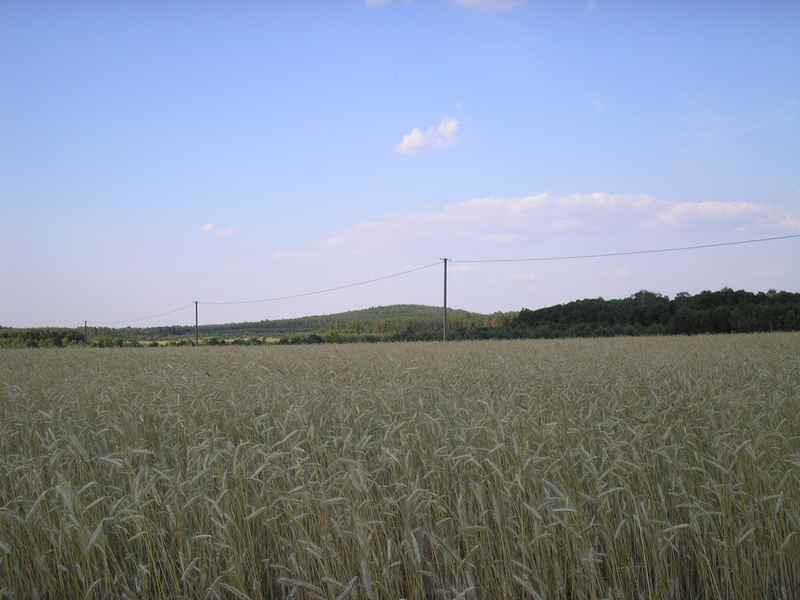
Góry Borowskie

Linia Cyganów – Góry Borowskie – Lucynów – Ludwików została obsadzona przez III/ 2 pp Leg. mjr. Żelazowskiego wzmocnionego 2 plutonami ppanc., 8 baterią 2 pal, oraz kompanią ckm z 7 batalionu ckm. Jako pierwszy rzut na prawym skrzydle znalazła się 7 kompania kpt. Tadeusza Doranta i 8 kompania kpt. Wilhelma Szczepankiewicza na lewym. Za lewym skrzydłem w drugim rzucie stanęła 9 kompania dowodzona przez ppor. Jarosława Konarzewskiego.
I batalion 146 pp kpt. Eustachiusza Marszałka, przybył na wyznaczone stanowiska dopiero rankiem 3 września i rozpoczął zajmowanie pozycji w pasie Jeżów – Rozprza. Pozycje pułku miały być wspierane przez pluton artylerii piechoty z 2 pp Leg. pod dowództwem por. Wojciecha Kalenkiewicza, 1 działon z 9 baterii III dywizjonu 2 pal i kompanię ckm z 7 batalionu ckm. Pododdziałami I batalionu kpt. Marszałek podjął zadanie zablokowania kierunku z Kamieńska na Rozprzę i Jeżów. Pluton artylerii piechoty zajął stanowiska w rejonie Rozprzy w celu obrony przejścia przez Prudkę na kierunku Kamieńsk – Wola Niechcicka – Rozprza. Natomiast przejścia przez Prudkę w Jeżowie bronił działon z III dywizjonu 2 pal dowodzony przez plut. podch. rez. Zygmunta Toporkiewicza.
Stanowisko dowodzenia płk. Czyżewskiego znajdowało się w szkole w Janowie. Na południowy wschód od niego jako odwód znalazł się II batalion 2 pp Leg. kpt. K. Jaworowskiego. Stanowiska w miejscowości Borowa zajął III dywizjon 2 pal, a jego 9 bateria miała być baterią ogólnego działania.
W obliczu narastającego zagrożenia na odcinku obrony zgrupowania płk. Czyżewskiego, gen. Rómmel skierował w ten rejon 2 batalion czołgów lekkich mjr. Edmunda Karpowa, który został podporządkowany gen. Thommée. Przed świtem 3 września batalion ten znajdował się w pogotowiu w lesie pod Korczewem.

## Walki
Od rana 3 września lotnictwo niemieckie dokonywało bombardowań pozycji polskich w miejscowościach Janów, Jeżów, Rozprza. Obrońcy spodziewając się ataku czołgów zniszczyli most na Prudce w Rozprzy.
Około południa patrole polskie działające na przedpolu weszły w kontakt ogniowy z czołówkami pancernymi 1 DPanc. Godzinę później pozycje obronne I batalionu 146 pp w Rozprzy i Jeżowie zostały zbombardowane i ostrzelane przez artylerię przeciwnika. Po przygotowaniu artyleryjsko-lotniczym do ataku ruszyły czołgi niemieckie 1 DPanc. W wyniku tego ataku dwa plutony 1 kompanii zaczęły w panice, bez rozkazu opuszczać swe stanowiska, jednak dowódca batalionu kpt. E. Marszałek zdołał opanować sytuację i zawrócił oddziały na pozycje.
W walce z czołgami wzięły udział armaty por. W. Kalenkiewicza, które zniszczyły dwa niemieckie czołgi.
W celu wzmocnienia najsłabszego ogniwa obrony, jakim były pozycje I batalionu 146 pp, płk Czyżewski wysłał w ten rejon jako wzmocnienie pluton kolarzy, który przybył na miejsce o świcie 4 września.
Planowano też w razie potrzeby wzmocnić siły batalionu pozostałymi batalionami 146 pp. Ponadto oczekiwano zaplanowanego, ataku oddziałów Armii „Prusy” z lasu Lubień na prawe skrzydło niemieckie.
Nocą 3 na 4 września ułani 2 pułku strzelców konnych Wołyńskiej BK działając w szyku pieszym wykonali nocny atak na oddziały 1 DPanc. biwakujące w Kamieńsku. Podczas tego wypadu Niemcy ponieśli straty w ludziach i sprzęcie. Strona polska straciła jednego ułana.
Tej samej nocy na odcinku Księży Młyn – Rozprza, na przedpolu trwały walki polskich patroli z pododdziałami zwiadowczymi XIV Korpusu. Natomiast od świtu 4 września nadeszły meldunki o nadciągających dużych kolumnach pancernych wroga.
W godzinach przedpołudniowych 4 września w całym pasie obrony od Księżego – Młyna do Rozprzy rozgorzały walki. Odcinek Księży Młyn – Jeżów szturmowała 4 DPanc. Natomiast ataki na linię Jeżów – Rozprza dalej kontynuowały czołgi 1 DPanc.
Do natarcia na pozycje I batalionu 2 pp Leg. ruszył I batalion 12 pułku strzelców z 4 DPanc. Atak ten udało się jednak odeprzeć przy wsparciu III dywizjonu 2 pal. Niedługo potem artyleria polska w rejonie Lasek i Wronikowa ostrzelała kolumnę czołgów kierującą się w stronę Jeżowa.
Około godziny 13:35 z rejonu Pawłowa na pozycje III batalionu ruszyła niemiecka piechota wzmocniona czołgami i kilkoma zmotoryzowanymi bateriami artylerii. Niemiecki atak czołgów został odparty celnym ogniem III dywizjonu 2 pal, natomiast piechota niemiecka poniosła duże straty od ognia obrońców oraz broni maszynowej 3 kompanii ckm i 7 batalionu ckm. Tym samym zakończyło się pierwsze natarcie na Borowskie Góry.
Po południu I batalion 2 pp Leg. został ponownie zaatakowany, jednak w zmasowanym ogniu polskiej artylerii niemiecka piechota nie była w stanie posuwać się na przód. Musiała, więc zalec na przedpolu i dopiero wieczorem zdołała wycofać się.
O godzinie 18:30 zgrupowanie niemieckie w sile około 60 czołgów przy bardzo silnym wsparciu artylerii ruszyło do ataku na pozycje II batalionu 2 pp Leg.. Strona polska, aby odeprzeć atak niemiecki do ostrzału użyła wszystkich swych środków ogniowych ostrzeliwując wroga ogniem broni maszynowej, moździerzy, działek ppanc. i dział dywizjonu. Po 25 minutach niemieckie natarcie zostało załamane. Podczas tego ataku Niemcy ponieśli duże straty w ludziach i broni pancernej. Po stronie polskiej zginęło 5 żołnierzy, a 15 odniosło rany. Oddziały 4 DPanc. wycofały się następnie w rejon Parzniewic nie wznawiając tego dnia ataków.
W tym samym czasie, pomimo zaciętej polskiej obrony saperzy 1 DPanc. zdołali przerzucić pomosty przez Prudkę w Jeżowie, po których czołgi pokonały rzekę. Grupa żołnierzy dowodzona przez ppor. Stanisława Markowskiego broniła się w zabudowaniach Jeżowa do nocy. Po zaciętych walkach udało się Niemcom zdobyć też Rozprzę. Nie pomogło doraźne wzmocnienie przed południem tego odcinka przez żołnierzy II i III batalionu 146 pp. Pomimo miażdżącej przewagi przeciwnika, polska obrona trwała przez kilka godzin. O zwycięstwie Niemców zadecydowały czołgi, które sforsowały Prudkę, a następnie przełamały polską obronę. Ciężkie walki stoczyli na tym odcinku kanonierzy plutonu artylerii dowodzeni przez por. Kalenkiewicza. Wielu z nich poległo w walce ponadto jeden z działonów został rozbity, a drugi uszkodzony. Por. Kalenkiewicz pod osłoną nocy zdołał wycofać się z Rozprzy wraz z grupą ocalałych żołnierzy plutonu artylerii.
Gen. Thommee widząc krytyczną sytuację na lewym skrzydle Armii „Łódź” postanowił skierować do kontrataku swój odwód. 2 batalion czołgów lekkich wsparty 11 batalionem strzelców z Wołyńskiej BK. Batalion dysponujący 47 sprawnymi czołgami znajdował się w lesie pod Korczewem. O godzinie 14:00, po otrzymaniu rozkazu czołgi ruszyły przez Bogdanów do Woli Krzysztoporskiej i lasu Wygoda. O godzinie 15 dwa plutony z 1 kompanii 2 batalionu czołgów lekkich przy wsparciu piechoty ze 146 pp wykonały atak w kierunku Jeżowa. Jednak natarcie to nie powiodło się. W związku z tym o godzinie 17:00 ruszyło kolejne. Tym razem atakowały obie kompanie 2 batalionu czołgów lekkich. 1 kompania uderzyła na Jeżów i opanowała go niszcząc 3 czołgi niemieckie i uszkadzając 1. Straty własne: 1 czołg zniszczony, 2 uszkodzone oraz 6 żołnierzy rannych. 2 kompania czołgów wraz z kompanią piechoty o godzinie 18:00 zaatakowała las Kisiele. Czołgi wyminęły go od północy, a następnie skierowały się na Rozprzę. Na skutek tych działań udało się zlikwidować niemiecką przeprawę przez Prudkę. Jednak wieczorem czołgi polskie musiano wycofać w rejon Bogdanowa, a zdobytych pozycji nie było czym obsadzić, gdyż gen. Thommee nie posiadał już żadnych odwodów. Niemcy wykorzystali tę sytuację, pokonali rzekę i następnie umocnili zajęte przyczółki. Zajęli bez walki las Wygoda, a w nocy miejscowości Siomki, Krzyżanów i Cekanów.
Ostatnią polską akcją w dniu 4 września był nocny wypad na zgrupowanie czołgów 4 DPanc. znajdujące się w lesie Augustynów. Akcję przeprowadziła 4 kompania II batalionu por. Witolda Szulca. Wyruszyła ona uzbrojona w granaty i butelki z benzyną. Jednak niemieckie ubezpieczenia nie dały się zaskoczyć. Zza czołgów piechota niemiecka otworzyła ogień do atakujących zmuszając ich do odwrotu. Por. Szulc w tej walce został ranny. Następnie rejon stacjonowania czołgów został obłożony ogniem polskiej artylerii. W rezultacie polskich działań Niemcy wycofali się z Parzniewic i przegrupowali swoje siły. Oddziały 4 DPanc. zostały podzielone na dwie grupy. Grupa bojowa nr 1 miała atakować Góry Borowskie z rejonu miejscowości Siódemka. Zadaniem drugiej grupy było uderzenie z okolic wsi Laski na lewe skrzydło polskiego ugrupowania. Na lewo od 4 DPanc. do działań przygotowywała się 31 DP.
4 września po walkach gen. Thommee udzielił pochwały żołnierzom zgrupowania płk. Czyżewskiego za dzielną postawę. Jednocześnie na skutek tego, że zapowiedziany kontratak oddziałów Armii „Prusy” nie następował, generał przesunął termin obrony do godziny 10.00 dnia 5 września.
5 września o godzinie 5:45 artyleria niemiecka rozpoczęła szczególnie silny ostrzał pozycji polskich w Górach Borowskich i rejonu wzgórza 278,5. Stanowiska polskie były też bombardowane przez wrogie lotnictwo.
Po przygotowaniu artyleryjskim pozycje obronne III batalionu mjr. Żelazowskiego zostały zaatakowane przez grupę bojową numer 1. Natarcie niemieckie pomimo znacznych strat posuwało się naprzód. Ostatecznie zostało ono powstrzymane dopiero przez dobrze zamaskowane stanowiska karabinów maszynowych. Artyleria III dywizjonu 2 pal skoncentrowała swój ogień na polanie Blizna, gdzie znajdowało się zgrupowanie niemieckich czołgów.
W tym samym czasie żołnierze I batalionu 2 pp Leg. mjr. Kopeckiego odparli atak 31 DP próbującej z marszu opanować Księży Młyn i Modrzew. Po opanowaniu Jeżowa i Rozprzy 1 DPanc. ruszyła w stronę Piotrkowa, natomiast grupa bojowa numer 2 z 4 DPanc. zaczęła zbliżać się pod pozycje 2 pp Leg. w rejonie Kacprowa, zagrażając tym samym bezpośrednio lewemu skrzydłu pułku.
Gen. Thommee postanowił ponownie wykonać atak na Jeżów i niemiecki przyczółek w lesie Wygoda. Do przeprowadzenia tej akcji zostały utworzone dwie samodzielne grupy. W skład pierwszej z nich weszły:
- 2 kompania 2 batalionu czołgów lekkich
- 11 batalion strzelców z Wołyńskiej BK
- bateria dak z Wołyńskiej BK

Grupa ta miała nacierać przez Wolę Krzysztoporską na las Wygoda i Jeżów. Druga grupa w składzie:
- 1 kompania 2 batalionu czołgów lekkich
- 3 kompania 2 batalionu czołgów lekkich

Otrzymały rozkaz ataku na Siomki, Kisiele, Magdalenkę.
Działania bojowe rozpoczęły się wcześniej niż zakładał to plan. Spowodowane było to tym, że przed lasem, gdzie znajdowały się oddziały polskie, przegrupowywała się kolumna niemiecka. Składała się ona z 2 czołgów, 8 samochodów pancernych, 6 samochodów ciężarowych z piechotą i 2 działek ppanc. W tej sytuacji, kpt. Hajdenko – dowódca 2 kompanii chcąc zaskoczyć Niemców o godzinie 9:15 nie czekając na rozkaz ruszył wraz ze swą kompanią czołgów do ataku. W wyniku polskiego natarcia został zniszczony cały niemiecki sprzęt, a piechota ukryła się w terenie. Nie przerywając ataku polskie czołgi ruszyły dalej i około godziny 11:00 opanowały Jeżów. Po drodze zniszczyły 11 nieprzyjacielskich czołgów, a do niewoli wzięto 70 jeńców. Nie udało się jednak opanować lasu Wygoda, gdzie Niemcy poprzedniego dnia utworzyli przyczółek. Był to bardzo silnie broniony punkt oporu, obsadzony przez I batalion 1 pułku strzelców zmotoryzowanych. Z pozycji tej Niemcy prowadzili silny ogień z karabinów maszynowych i dział ppanc. W wyniku ostrzału atakujący pozycje niemieckie 11 batalion strzelców poniósł poważne straty i musiał wycofać się.
Druga grupa atakująca na Siomki natrafiła na zdecydowany opór wroga. Z miejscowości tej ruszyło niemieckie kontrnatarcie 1 kompanii 2 pułku pancernego. W tej walce Niemcy stracili 4 czołgi. Jednak dalsze natarcie okazało się niemożliwe wobec liczebnej przewagi niemieckiej. Kompanie 1 i 2 wycofały się około godziny 15:00 na północ niszcząc po drodze 2 samochody pancerne. 2 batalion czołgów lekkich zebrał się w lesie na południe od Tuszyna skąd ruszył w kierunku Warszawy. W batalionie pozostały 24 czołgi w tym 6 uszkodzonych.
Ponieważ spodziewane, odciążające uderzenie oddziałów Armii „Prusy” ciągle nie nadchodziło, gen. Thommee po raz kolejny przesunął termin zakończenia obrony Gór Borowskich do godziny 15:00.
5 września o godzinie 14:00 4 DPanc. ruszyła do kolejnego ataku. Niemieckie uderzenie wdarło się w pozycje obronne 7 i 8 kompanii III batalionu. Do kontrataku ruszył odwodowy II batalion kpt. Jaworowskiego. Przodem ruszyła 5 kompania tego batalionu dowodzona przez por. Bolesława Matusiaka. Obie strony zwarły się w bezlitosnej walce wręcz. Straty po obu stronach były bardzo duże. Po stronie polskiej zginęli: por. Matusiak, por. Wojciech Jurczak, ppor. Stanisław Zych, ppor. rez. Stanisław Warchołowski. Zginęło kilkudziesięciu żołnierzy. Ciężko ranny został kpt. K. Jaworowski, ranny został pchor. Marian Sowiński, ponownie raniono por. Szulca i wielu innych.
Pomimo tego, że kontratak II batalionu zmusił Niemców do wycofania się, to ogólna sytuacja oddziałów 2 pp Leg. stawała się coraz gorsza. Przestała funkcjonować łączność ze sztabem GO „Piotrków”, jak też nie było łączności na szczeblu pułku. Ponadto 4 kompania, która miała wzmocnić stanowiska 2 pp Leg. od strony cmentarza w Borowej, zmyliła drogę domarszu i dostała się pod zmasowany ogień artylerii niemieckiej. W jego wyniku poniosła duże straty i uległa rozbiciu. Tak, więc nie wykonała powierzonego jej zadania. Około godziny 18:00 oddziały niemieckie wyszły na tyły polskiej obrony zamykając bataliony II i III 2 pp Leg. w okrążeniu. Pod naporem atakujących Niemców bez rozkazu, rozpoczęła odwrót 7 kompania, odsłaniając w ten sposób stanowiska polskiej artylerii. Płk Czyżewski nie mając już żadnych odwodów, aby odeprzeć niemiecki atak sformował pośpiesznie pododdział składający się z taborytów, ordynansów, telefonistów, orkiestry. Grupa ta ruszyła do ataku na bagnety zmuszając Niemców do odwrotu. Udało się w ten sposób odzyskać utracone pozycje i jednocześnie zawrócić cofającą się 7 kompanię.
Ponieważ termin obrony dawno już minął, a wszystkie odwody zostały wyczerpane, płk Czyżewski wieczorem powziął decyzję wycofania swego zgrupowania w kierunku Zdzieszulic.
O godzinie 20.15 nadszedł rozkaz ze sztabu GO „Piotrków” nakazujący 2 pp Leg. wycofanie do Dłutowa.
Jeszcze przez całą noc do świtu 6 września trwały walki osamotnionych grup żołnierzy w rejonie Gór Borowskich. Nie do wszystkich, bowiem dotarł rozkaz odwrotu. Walczyła dalej między innymi część 6 kompanii III batalionu dowodzona przez ppor. Zbigniewa Niewierowicza, który zginął podczas walki. Wycofujące się oddziały grupowały się w północnej części Bełchatowa a następnie ruszyły przez Drużbice na Dłutów.
Na skutek dużych strat płk Czyżewski z II i III batalionu 2 pp Leg. i 7 batalionu ckm sformował batalion zbiorczy pod dowództwem kpt. K. Charkowa.
W czasie walk 2 pułk piechoty Legionów stracił ogółem 663 żołnierzy, w tym: 16 oficerów, 67 chorążych i podoficerów oraz 580 szeregowych. Straty 7 batalionu ckm sięgnęły 22% stanu wyjściowego, a III dywizjon 2 pal stracił 34% żołnierzy. Udało się ocalić całą artylerię oprócz 9 baterii, która została całkowicie zniszczona podczas bombardowania lotniczego.